# Michel Morganella
Michel Morganella (Sierre, 17 de maio de 1989) é um futebolista suíço, que atua como lateral-direito.

## Carreira
Após passar pelas categorias de base do FC Sion, Morganella (filho de um italiano e uma suíça) ingressou no Basel em 2006, na mesma situação. Disputou três partidas na temporada 2006-07.
Na temporada seguinte, recebeu a camisa 4 e em seguida renovou seu contrato, que já estava prestes a se encerrar. Faltando dois anos para o término do vínculo, Morganella chegou a um acordo com o Palermo, após várias especulações sobre o futuro do lateral. Em sua primeira temporada com a equipe siciliana, atuou em apenas dois jogos. Sem espaço, foi emprestado ao Novara para ganhar experiência.
Em 31 de janeiro de 2011, o Palermo anunciou que vendeu metade dos direitos federativos de Morganella ao Novara, juntamente com seu compatriota Samir Ujkani. Cinco meses depois, Palermo e Novara renovaram a parceria entre os clubes, garantindo a permanência de Morganella no time piemontês.
Depois da queda do Novara para a Série B italiana, Morganella e Ujkani foram devolvidos ao Palermo, segundo informação do site dos Rosaneros.

## Seleção
Morganella, que fez parte das Seleções Sub-17, Sub-19 e Sub-21 da Suíça, fez sua estreia no time principal em 30 de maio de 2012 (13 dias após completar 23 anos), num amistoso contra a Romênia, substituindo Reto Ziegler.

## Polêmica
Convocado por Pierluigi Tami para as Olimpíadas de Londres, Morganella envolveu-se em uma polêmica: após a derrota da Suíça para a Coreia do Sul, chamou os asiáticos de "retardados". Mesmo tendo reconhecido o erro e excluído sua conta no twitter, o lateral foi afastado pelos chefes da delegação suíça nos Jogos.